# Сент-Хелиер

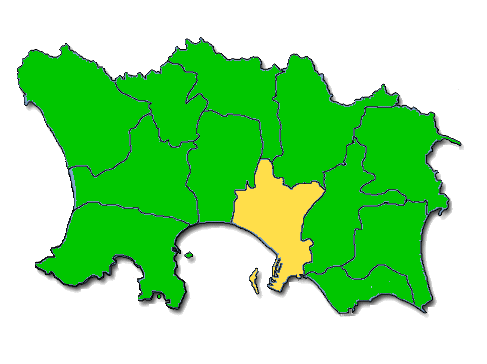
Сент-Хелиер на карте Джерси

Сент-Хелиер (англ. Saint Helier, фр. Saint-Hélier, норм. Saint Hélyi) — город и порт, столица британского коронного владения Джерси. В административном делении приравнен к одному из двенадцати приходов Джерси.
Площадь — 10,6 км². Население — 28,3 тыс. человек (2001), это примерно треть жителей всего острова. Это также и экономический центр Джерси.
Сент-Хелиер расположен на юге Джерси на берегу небольшого залива.

## Этимология
Своё название город получил от Святого Хельера — христианского мученика, проживавшего здесь в VI веке и убитого пиратами. Считается, что его зарубили топорами, которые сегодня изображены на гербе города.

## История
- 1155 год — основано Аббатство Сент-Хелиер на приливном острове L.Islet, рядом с Эрмитажем.

## Достопримечательности
- Замок Елизаветы
- Построенная в скале часовня Святого Хельера
- Здание парламента
- Морской музей и музей времён оккупации острова Джерси во время Второй мировой войны (находятся в одном здании).
- Музей истории острова Джерси включая художественную галерею.
- Дом-музей Георгианских времён с магазином — вечером возможна групповая живая экскурсия в этот музей.

В Королевском городском парке есть памятник королю Георгу II, считающийся «нулевым километром». Все расстояния на острове отсчитываются от этого места.

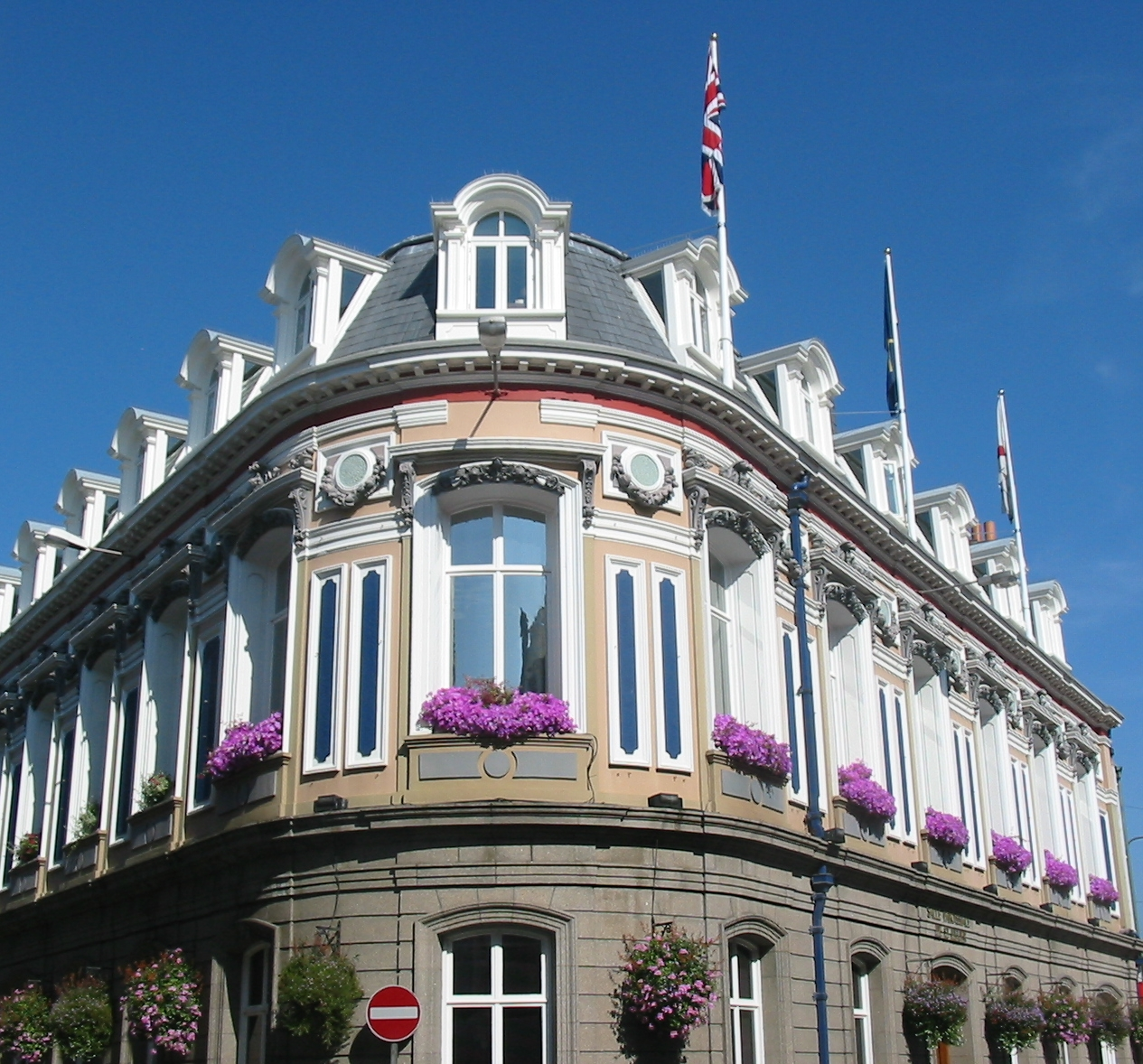
Здание администрации Сент-Хелиера
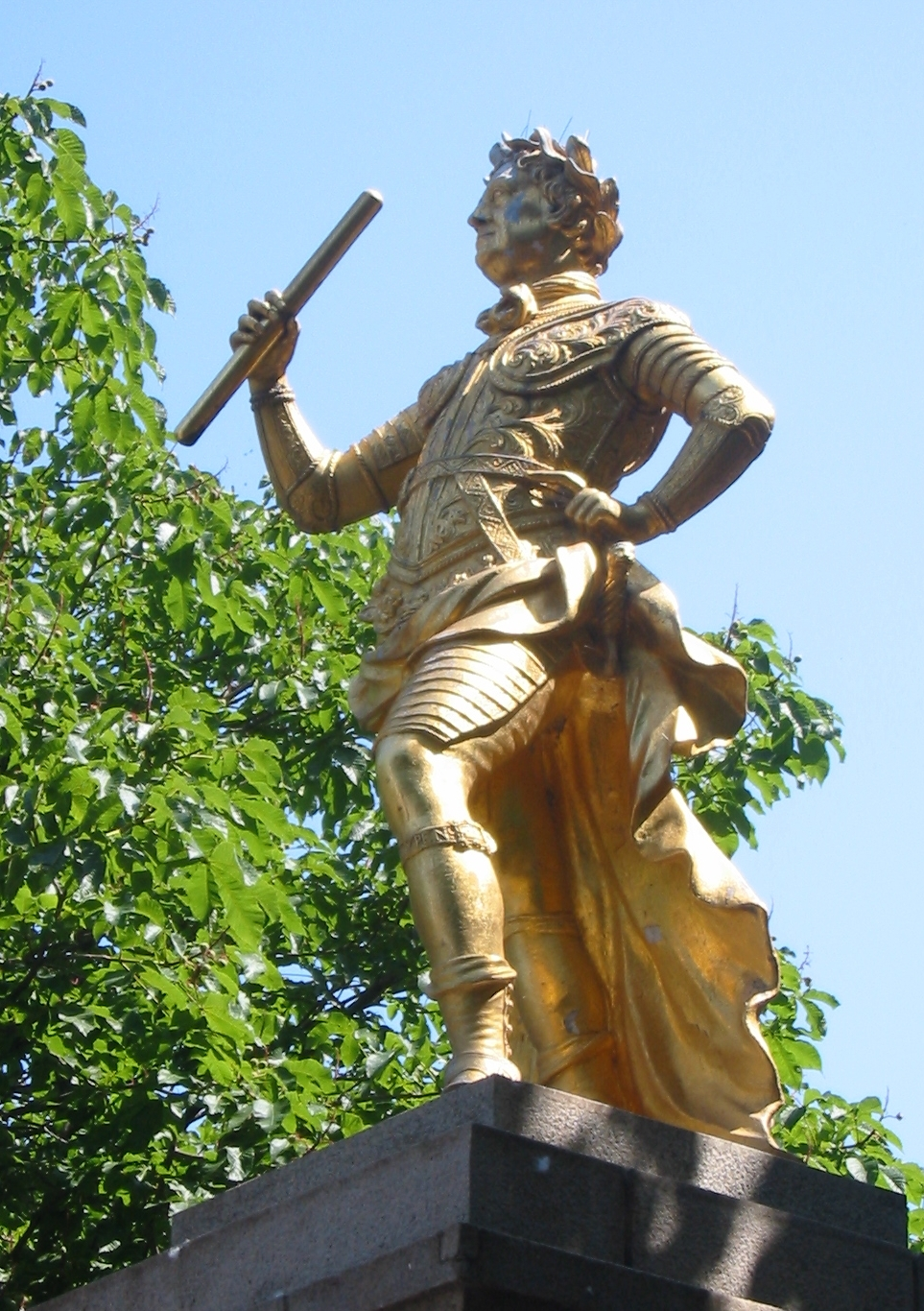
Памятник Георгу II
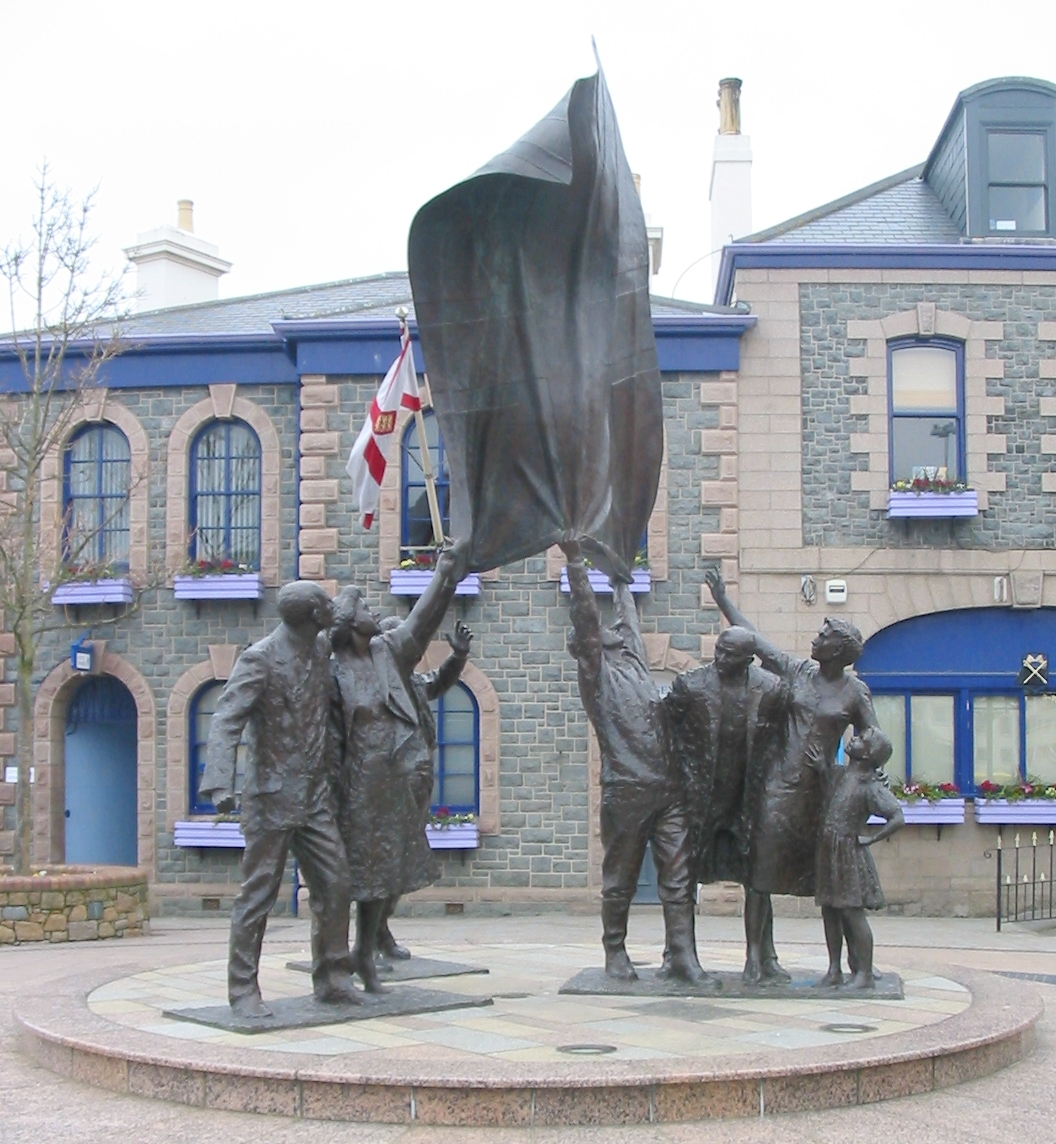
Памятник освобождению Джерси от нацистских захватчиков
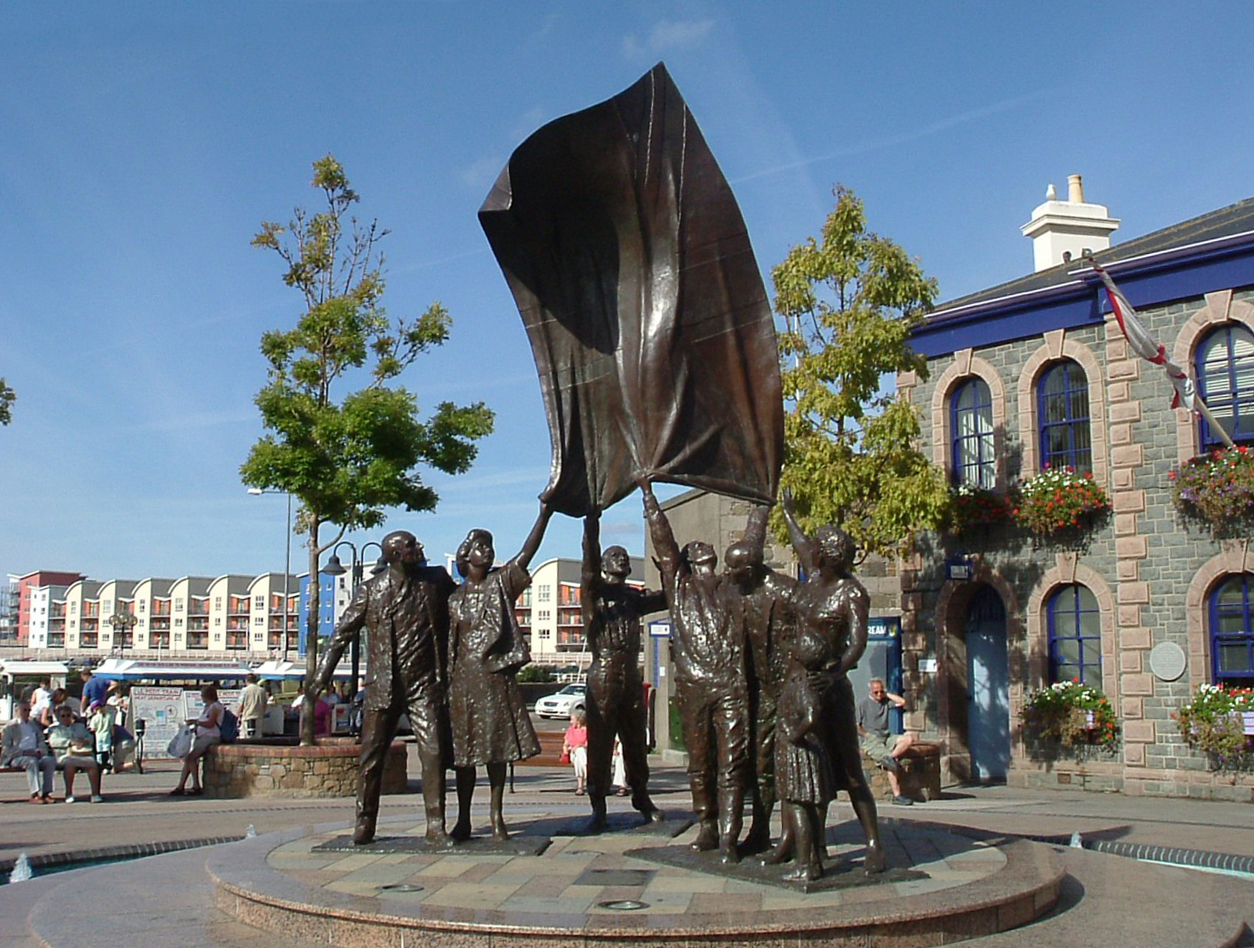
Памятник освобождению Джерси от нацистских захватчиков